# 2084
Cette page concerne l'année 2084  du calendrier grégorien.
L'année 2084 est une année bissextile qui commence un samedi.
C'est la 2084e année de notre ère, la 84e année du IIIe millénaire et du XXIe siècle et la 5e année de la décennie 2080-2089.

## Autres calendriers
- Calendrier hébraïque : 5844 / 5845
- Calendrier indien : 2005 / 2006
- Calendrier musulman : 1504 / 1505
- Calendrier persan : 1462 / 1463

## Événements prévisibles
- 10 novembre : Transit de la Terre depuis Mars ; le seul du XXIe siècle.

## 2084 dans la fiction
Se déroulent en 2084 :
- 2084 La Fin du monde de Boualem Sansal ;
- La Zone du dehors de Alain Damasio ;
- le jeu vidéo Remember Me dans un Paris futuriste.